# Alderaan
Alderaan – fikcyjna planeta z wszechświata Gwiezdnych wojen, położona w obrębie Światów Jądra – w skali odległości międzygwiezdnych dość blisko Coruscant. Od wielu wieków rządziła nią rodzina Organa, której ostatnim przedstawicielem był wicekról i senator Bail Organa oraz znana senator Leia Organa. Z Alderaanu pochodził również znany Jedi – Ulic Qel-Droma. Planeta została zniszczona przez pierwszą Gwiazdę Śmierci w 0 BBY.

## Opis planety
Alderaan to planeta o zróżnicowanym krajobrazie. Występują na niej rozległe równiny, pokryte łąkami i sawannami, łańcuchy wysokich gór oraz kilka śródlądowych mórz. Mieszkańcy, dążąc do harmonii z przyrodą, budowali swe miasta w większości albo pod powierzchnią, albo też wkomponowywali je w otoczenie. W stolicy planety, Alderze, znajdował się jeden z najsłynniejszych w galaktyce uniwersytetów, Uniwersytet Alderaański. Krajobrazy Alderaan stały się inspiracją dla wielu myślicieli i artystów.
Dzień trwa 24 standardowe godziny, rok 365 standardowych dni.

## Historia

### Przed Republiką
Zanim na Alderaan zamieszkali ludzie, planeta była domem dla żyjących w rojach, insektoidalnych Killików – ok. 35 000 BBY. To właśnie po nich pozostała tzw. Kraina Zamków – monstrualnych wielkości kopców i wież, które tworzyły killickie miasta. Jednak po wyczerpaniu surowców naturalnych, w 30 000 BBY, Killikowie opuścili planetę.

### Stara Republika
Ludzie osiedlili się na Alderaan, kiedy pierwszy statek kolonistów przybył z Coruscant w 27 500 BBY. Planeta była także jedną z planet założycielskich Republiki Galaktycznej w 25 000 BBY. Na Alderaan powstała też uważana za pierwszą stocznię Republiki – Alderaan Royal Engineers. Planeta pozostawała poza wojnami, jako że jej mieszkańcy nie tolerowali używania siły do rozstrzygania sporów. Alderaan to największy przeciwnik powołania do życia Wielkiej Armii Republiki. Jednak w trakcie wojen klonów wspierał Republikę, a także prowadził działalność humanitarną i pomoc uchodźcom.
Wkrótce po ogłoszeniu przez Palpatine’a Nowego Porządku, królowa Breha Organa i senator Bail Organa adoptowali Leię – córkę Padme i Anakina Skywalkera.

### Imperium
Mimo że mieszkańcy Alderaanu byli z reguły pacyfistami, senator Organa stał się jednym z pierwszych organizatorów Sojuszu Rebeliantów, mającego za zadanie zbrojną walkę z Imperium. Z planety do służby w nowo powstałej Rebelii zgłosiło się wielu ochotników. Nierzadko niebezpieczne misje wywiadowcze były powierzane córce senatora Organy, Lei. Kiedy podczas jednej z nich Leia została pochwycona przez Lorda Vadera, groźba zniszczenia Alderaanu przez Gwiazdę Śmierci miała skłonić ją do wydania informacji o tajnej bazie rebeliantów. Mimo podania przez Leię odpowiedzi (jak się później okazało – fałszywej), Alderaan został zniszczony z rozkazu Wielkiego Moffa Tarkina, aby jego przykład sterroryzował planety, które mogłyby sprzeciwiać się woli Imperatora.
Alderaan uległ zniszczeniu na krótko przed Bitwą o Yavin.